# Rio Conchos
Il Rio Conchos è un fiume che scorre nello stato messicano di Chihuahua. Si unisce al Río Bravo del Norte (noto negli Stati Uniti come il Rio Grande), presso la città di Ojinaga, Chihuahua.
Il Rio Conchos è il fiume principale nello Stato di Chihuahua e il più grande affluente del Rio Grande. Si tratta di uno dei più importanti sistemi fluviali in tutto il nord del Messico. Il Conchos ha diversi bacini che utilizzano la sua acqua corrente per usi agricoli e idroelettrici.
Il Conchos sorge nella Sierra Madre Occidentale vicino Bocoyna, nel comune di Guadalupe, Chihuahua, da dove si dirige verso est ricevendo numerosi affluenti lungo il percorso.